# Mechanizm zasilania
Mechanizm zasilania – grupa podzespołów broni wielostrzałowej składająca się z donośnika, podajnika i dosyłacza wykonująca operację zasilania. Mechanizm zasilania może być magazynkowy lub taśmowy.
Mechanizmy zasilania magazynkowe mają prostą budowę, ale mieszczą niewielką liczbę nabojów. Są stosowane w indywidualnej broni strzeleckiej.
Taśmowe mechanizmy zasilania stosowane w głównie w broni samoczynnej umożliwiają osiągnięcie wysokiej szybkostrzelności teoretycznej, ale mają skomplikowaną budowę.